# Altfriedland
Altfriedland è una frazione del comune tedesco di Neuhardenberg, nel Brandeburgo.

## Storia
Nel 1998 il comune di Altfriedland venne aggregato al comune di Neuhardenberg.

## Geografia antropica
La frazione di Altfriedland comprende le località di Gottesgabe, Karlsdorf e Neufriedland.

### Esplicative
1. ↑  Letteralmente: «Friedland vecchia», in contrapposizione alla vicina Neufriedland – «Friedland nuova».

### Bibliografiche
1. 1 2  (DE) Hauptsatzung der Gemeinde Neuhardenberg, § 1, Abs. 4. (PDF), su daten.verwaltungsportal.de. URL consultato il 13 giugno 2020 (archiviato dall'url originale il 13 giugno 2020).
2. ↑   Altfriedland, su neuhardenberg-information.de.